# Выборы губернатора Белгородской области (2012)
Выборы губернатора Белгородской области состоялись в Белгородской области 14 октября 2012 года в единый день голосования. Также выборы губернаторов прошли ещё в 4 субъектах Российской Федерации.
В выборах приняли участие действующий губернатор области Евгений Савченко выдвинутый правящей партией «Единая Россия», а также представители ещё трёх партий: Александр Запрягайло («Патриоты России», руководитель регионального отделения), Ирина Горькова (ЛДПР, член высшего совета партии, в прошлом — депутат Госдумы), Александр Кушнарёв  («Правое дело», руководитель регионального отделения).
Партии КПРФ и «Справедливая Россия» отказалась от участия в выборах главы Белгородской области. Причиной отказа была названа фактическая невозможность сбора необходимого количества подписей муниципальных депутатов, невозможность пройти «муниципальный фильтр» без «сговора со штабом Савченко» (для регистрации в качестве кандидата на выборах необходимо предоставить в отделение ЦИК 148 подписей муниципальных депутатов).
Это были первые выборы главы региона после 9 летнего перерыва (последние выборы проводились 25 мая 2003 года) и после того как Государственная дума вернула прямые выборы губернаторов.
Ещё в августе соперники Савченко признались, что на победу они не рассчитывают. Ирина Горькова своей целью назвала выход во второй тур, отметив, что Савченко — уважаемый многими в Белгороде человек. Александр Кушнарёв также признал, что шансы его невелики, а авторитет Савченко настолько высок, что второго тура не будет. Для «Правого дела» участие в выборах — работа на перспективу, поскольку в 2013 году будут выборы в горсовет, а в 2015 году ещё и в облдуму. Кушнарёв намерен использовать губернаторские выборы, чтобы рассказывать о партии, в том числе во время теледебатов.

## Процедура
1 июня 2012 года вступил в силу закон, вернувший прямые выборы глав субъектов Российской Федерации. Однако был введён так называемый муниципальный фильтр. Всем кандидатам на должность главы субъекта РФ (как выдвигаемых партиями, так и самовыдвиженцам), согласно закону, требуется собрать в свою поддержку от 5% до 10% подписей от общего числа муниципальных депутатов и избранных на выборах глав муниципальных образований, в числе которых должно быть от 5 до 10 депутатов представительных органов муниципальных районов и городских округов и избранных на выборах глав муниципальных районов и городских округов. В городах федерального значения кандидатов должно поддержать не меньшее число местных депутатов. Муниципальным депутатам представлено право поддержать только одного кандидата.
В Белгородской области в соответствии с региональным Избирательным кодексом расчет количества подписей, которое необходимо собрать кандидату, осуществляется Облизбиркомом. Комиссия определила, что для поддержки выдвижения кандидата на должность губернатора Белгородской области необходимо собрать 148 (из 2962 возможных) подписей депутатов районных представительных органов и глав районов, избираемых прямым голосованием. Количество собранных подписей может превышать число 148 не более чем на 5 % или на 7 подписей, то есть максимальное количество подписей не может быть более 155, включая следующее:
- число подписей депутатов представительных органов муниципальных районов и городских округов и избранных на муниципальных выборах глав городских округов Белгородской области должно составлять не менее 34 подписей (5 % от их общего числа), а их превышение над необходимым количеством подписей возможно на две подписи;
- число муниципальных районов и городских округов, в которых необходимо собрать подписи депутатов представительных органов и избранных на муниципальных выборах глав городских округов, должно быть не менее 17[6]

Согласно закону, избираться на пост губернатора может гражданин РФ не моложе 30 лет. Избранным может считаться лицо, получившее 50 % плюс один голос от числа проголосовавших, а не простое большинство. То есть возможны выборы в два тура.
Выдвижение кандидатов политическими партиями проходило с 30 июля по 3 сентября 2012 года. Кандидаты на должность губернатора Белгородской области должны были сдать собранные подписи в облизбирком до 3 сентября.

## Сбор подписей и регистрация

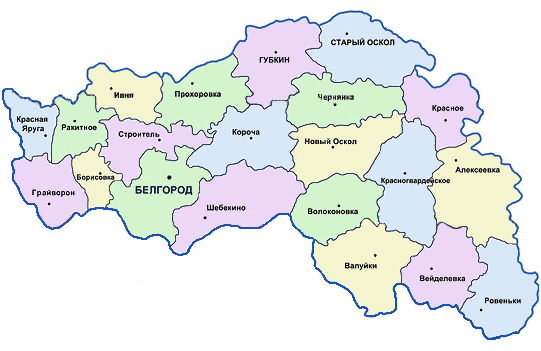
Районы Белгородской области

28 августа Евгений Савченко («Единая Россия») передал в областную избирательную комиссию пакет документов, где значатся 155 подписей депутатов муниципалитетов.
29 августа Александр Запрягайло («Патриоты России») подал в областную избирательную комиссию подписи районных депутатов, поддержавших его кандидатуру. Собрано 154 подписи. Запрягайло сообщил, что основная масса поддержавших его районных депутатов - независимые депутаты, но есть и представители КПРФ, «Справедливой России», «Патриотов России».
31 августа подписи в областную избирательную комиссию предоставили Александр Кушнарёв от партии «Правое дело» и Ирина Горькова от ЛДПР. Кушнарёв предоставил необходимые подписи районных депутатов (155 подписей) и первый финансовый отчёт. Горькова также собрала 155 подписей и сдала пакет документов в избирательную комиссию региона.
5 сентября областная избирательная комиссия зарегистрировала первого кандидата на должность губернатора — Евгений Савченко. Также она утвердила список доверенных лиц кандидата (45 человек) и список из 25 доверенных лиц «Единой России» — партии, выдвинувшей Савченко в качестве кандидата.
6 сентября областная избирательная комиссия зарегистрировала кандидатами в губернаторы Белгородской области Александра Запрягайло, Александра Кушнарёва и Ирину Горькову. Таким образом, регистрацию прошли все выдвинутые кандидаты.

## Кандидаты
Единая Россия
Кандидат: Евгений Савченко
Участвует в выборах: да
Лозунг:
ЛДПР
Кандидат: Ирина Горькова
Участвует в выборах: да
Лозунг: «Верну область людям!»

## Результаты голосования
Число территориальных избирательных комиссий — 22. Явка избирателей на выборах составила 59,48%.
| Место                                              | Место                                              | Кандидат                                           | Голоса    | %     |
| -------------------------------------------------- | -------------------------------------------------- | -------------------------------------------------- | --------- | ----- |
|                                                    | 1.                                                 | Савченко Евгений Степанович                        | 554 337   | 77,64 |
|                                                    | 2.                                                 | Горькова Ирина Петровна                            | 88 753    | 12,43 |
|                                                    | 3.                                                 | Запрягайло Александр Митрофанович                  | 29 390    | 4,12  |
|                                                    | 4.                                                 | Кушнарёв Александр Ильич                           | 25 677    | 3,60  |
| Число действительных бюллетеней                    | Число действительных бюллетеней                    | Число действительных бюллетеней                    | 698 157   |       |
| Число недействительных бюллетеней                  | Число недействительных бюллетеней                  | Число недействительных бюллетеней                  | 15 800    | 2,2   |
| Всего проголосовавших                              | Всего проголосовавших                              | Всего проголосовавших                              | 714 031   | 59,48 |
| Число избирателей, включенных в список избирателей | Число избирателей, включенных в список избирателей | Число избирателей, включенных в список избирателей | 1 200 494 | 100   |